# Por qué no soy musulmán
Por qué no soy musulmán es un libro escrito por Ibn Warraq, crítico con el Islam y el Corán.
Publicado por primera vez en Estados Unidos en 1995, su título es un homenaje al ensayo de Bertrand Russell «Por qué no soy cristiano»,  en el cual Russell critica la religión en la que se crio.

## Capítulos
- Capítulo 1 El asunto de Salman Rushdie
- Capítulo 2 Orígenes del Islam
- Capítulo 3 El problema de las fuentes
- Capítulo 4 Muhammad y su mensaje
- Capítulo 5 El Corán
- Capítulo 6 La naturaleza totalitarista del Islam
- Capítulo 7 ¿Es el islam compatible con la democracia y los derechos humanos?
- Capítulo 8 Imperialismo árabe, colonialismo islámico
- Capítulo 9 Las conquistas árabes y la posición de los temas no-musulmanes
- Capítulo 10 Herética y heterodoxia, Ateísmo y librepensamiento, Razón y revelación
- Capítulo 11 Filosofía griega y ciencia y su influencia en el islam
- Capítulo 12 Sufismo o misticismo islámico
- Capítulo 13 Al-Maʿarri
- Capítulo 14 Mujer e Islam
- Capítulo 15 Tabúes: Vino, cerdo y homosexualidad
- Capítulo 16 Evaluación final de Muhammad
- Capítulo 17 Islam en occidente

## Ediciones
Entre otras:
- (español) Ediciones del Bronce, Barcelona, 2003 ISBN 84-8453-146-5
- (inglés) Prometheus Books, 1995, ISBN 0-87975-984-4